# Cecoslovacchia ai IV Giochi olimpici invernali
La Cecoslovacchia partecipò ai IV Giochi olimpici invernali, svoltisi a Garmisch-Partenkirchen, Germania, dal 6 al 16 febbraio 1936, con una delegazione di 44 atleti impegnati in otto discipline.